# Liste der denkmalgeschützten Objekte in Scheffau am Tennengebirge
Die Liste der denkmalgeschützten Objekte in Scheffau am Tennengebirge enthält die denkmalgeschützten, unbeweglichen Objekte der Gemeinde Scheffau am Tennengebirge.

## Denkmäler
| Foto |                 | Denkmal                                                                       | Standort                                        | Beschreibung | Metadaten |
| ---- | --------------- | ----------------------------------------------------------------------------- | ----------------------------------------------- | --- | --- |
| ja   | Datei hochladen | Kath. Filialkirche hl. Ulrich HERIS-ID: 9044 Objekt-ID: 5010                  | Scheffau am Tennengebirge Standort KG: Scheffau | → Hauptartikel : Filialkirche Scheffau f1 | BDA-Hist.: Q1306867 Status: § 2a Stand der BDA-Liste: 2025-06-30 Name: Kath. Filialkirche hl. Ulrich GstNr.: 479 Saint Ulrich of Augsburg Church (Scheffau am Tennengebirge)       |
| ja   | Datei hochladen | Bachbauernhaus HERIS-ID: 9047 Objekt-ID: 5013                                 | Moosegg 21 Standort KG: Voregg                  | Das Mittelflurwohnhaus des Paarhofes ist größtenteils gemauert und mit 1883 bezeichnet. Die Stallscheune wurde auch im Erdgeschoß teilweise in Blockbauweise errichtet. | BDA-Hist.: Q38026241 Status: Bescheid Stand der BDA-Liste: 2025-06-30 Name: Bachbauernhaus GstNr.: 377/4                                                                           |
| ja   | Datei hochladen | Greinwaldkirchlein (hll. Wilhelm und Leonhard) HERIS-ID: 9048 Objekt-ID: 5014 | bei Weitenau 3 Standort KG: Weitenau            | → Hauptartikel : Filialkirche Weitenau f1 | BDA-Hist.: Q1413318 Status: Bescheid Stand der BDA-Liste: 2025-06-30 Name: Greinwaldkirchlein (hll. Wilhelm und Leonhard) GstNr.: 83 Greinwaldkirchlein, Scheffau am Tennengebirge |
| ja   | Datei hochladen | Bauernhaus Kronreif, Altes Schulhaus HERIS-ID: 9052 Objekt-ID: 5018           | Weitenau 4 Standort KG: Weitenau                | Der zweigeschoßige Bau mit abgewalmtem Satteldach stammt im Wesentlichen noch aus der Spätgotik.                                                                        | BDA-Hist.: Q38026275 Status: Bescheid Stand der BDA-Liste: 2025-06-30 Name: Bauernhaus Kronreif, Altes Schulhaus GstNr.: 21/2                                                      |